# Giải của Hiệp hội phê bình phim trực tuyến cho diễn xuất đột phá
Giải của Hội phê bình phim online cho diễn xuất đột phá là một giải của Hội phê bình phim online dành cho một diễn viên được cho là diễn xuất có nét đột phá trong một phim.
Dưới đây là danh sách cá người đoạt giải:
- 2000: Björk

vai diễn "Selma Jezkova", phim Dancer in the Dark
- 2001: Naomi Watts

vai diễn "Betty Elms/Diane Selwyn", phim Mulholland Drive
- 2002: Maggie Gyllenhaal

vai diễn "Lee Holloway", phim Secretary
- 2003: Keisha Castle-Hughes

vai diễn "Paikea", phim Whale Rider
- 2004: Catalina Sandino Moreno

vai diễn "María Álvarez", phim Maria Full of Grace
- 2005: Owen Kline

vai diễn "Frank Berkman", phim The Squid and the Whale
- 2006: Sacha Baron Cohen

vai diễn "Borat", phim Borat
- 2007: Nikki Blonsky

vai diễn "Tracy Turnblad", phim Hairspray
- 2008: Lina Leandersson

vai diễn "Eli", phim Let the Right One In